# Les Grands Succès (album)
Albums de Diane Dufresne
The Best of Diane Dufresne
(2006) Merci
(2011)
Les Grands Succès est une compilation, éditée uniquement en France, de la chanteuse québécoise Diane Dufresne. Ce Best of se compose d'un CD de 19 titres, enregistrés entre 1972 et 2007, ainsi que du DVD du spectacle Merci (DVD déjà édité au Québec, en 2004, sous le titre En liberté conditionnelle) enregistré le 18 octobre 2003 au Monument National de Montréal. Cet album ne doit pas être confondu avec la compilation Les Grands Succès parue au Québec en 2002.

## ÉditionCD

### Titres
| No  | Titre                                       | Paroles                       | Musique              | Durée |
| --- | ------------------------------------------- | ----------------------------- | -------------------- | ----- |
| 1.  | J'ai rencontré l'homme de ma vie            | Luc Plamondon                 | François Cousineau   | 3:02  |
| 2.  | Tiens-toé ben, j'arrive                     | Luc Plamondon                 | François Cousineau   | 2:18  |
| 3.  | Rock pour un gars d'bicycle                 | Luc Plamondon                 | François Cousineau   | 3:30  |
| 4.  | Les hauts et les bas d'une hôtesse de l'air | Luc Plamondon                 | François Cousineau   | 6:28  |
| 5.  | Hollywood freak                             | Diane Dufresne, Luc Plamondon | François Cousineau   | 3:34  |
| 6.  | Strip tease                                 | Luc Plamondon                 | Germain Gauthier     | 4:32  |
| 7.  | J'ai douze ans                              | Luc Plamondon                 | Germain Gauthier     | 4:08  |
| 8.  | Le Parc Belmont                             | Luc Plamondon                 | Christian Saint-Roch | 6:19  |
| 9.  | Hymne à la beauté du monde                  | Luc Plamondon                 | Christian Saint-Roch | 2:21  |
| 10. | Oxygène                                     | Luc Plamondon                 | Germain Gauthier     | 5:00  |
| 11. | Je voulais te dire que je t'attends         | Michel Jonasz, Pierre Grosz   | Michel Jonasz        | 5:21  |
| 12. | La Vie en rose                              | Édith Piaf                    | Louiguy              | 3:28  |
| 13. | Un souvenir heureux                         | Danièle Thompson              | Vladimir Cosma       | 2:51  |
| 14. | Top secret                                  | Pierre Grosz                  | Claude Engel         | 4:01  |
| 15. | Le Locatire                                 | Diane Dufresne                | Yves Laferrière      | 5:07  |
| 16. | Que                                         | Diane Dufresne                | Marie Bernard        | 4:26  |
| 17. | L'enfant de la lumière                      | Diane Dufresne                | Marie Bernard        | 5:55  |
| 18. | Épine de rose                               | Pierre Grosz                  | André Manoukian      | 3:23  |
| 19. | L'été n'aura qu'un jour                     | Diane Dufresne                | Sylvain Michel       | 4:10  |

## Crédits
- Musiciens : Multiples
- Photos : Jean-François Bérubé et archives Progressif
- Mastering : SNB, et MI 207 Beebop Studio
- Direction artistique : Richard Langevin
- Réalisation : Progressif
- Production : Progressif, Disques Sismik
- Label : EPM Musique